# Parque Anacostia

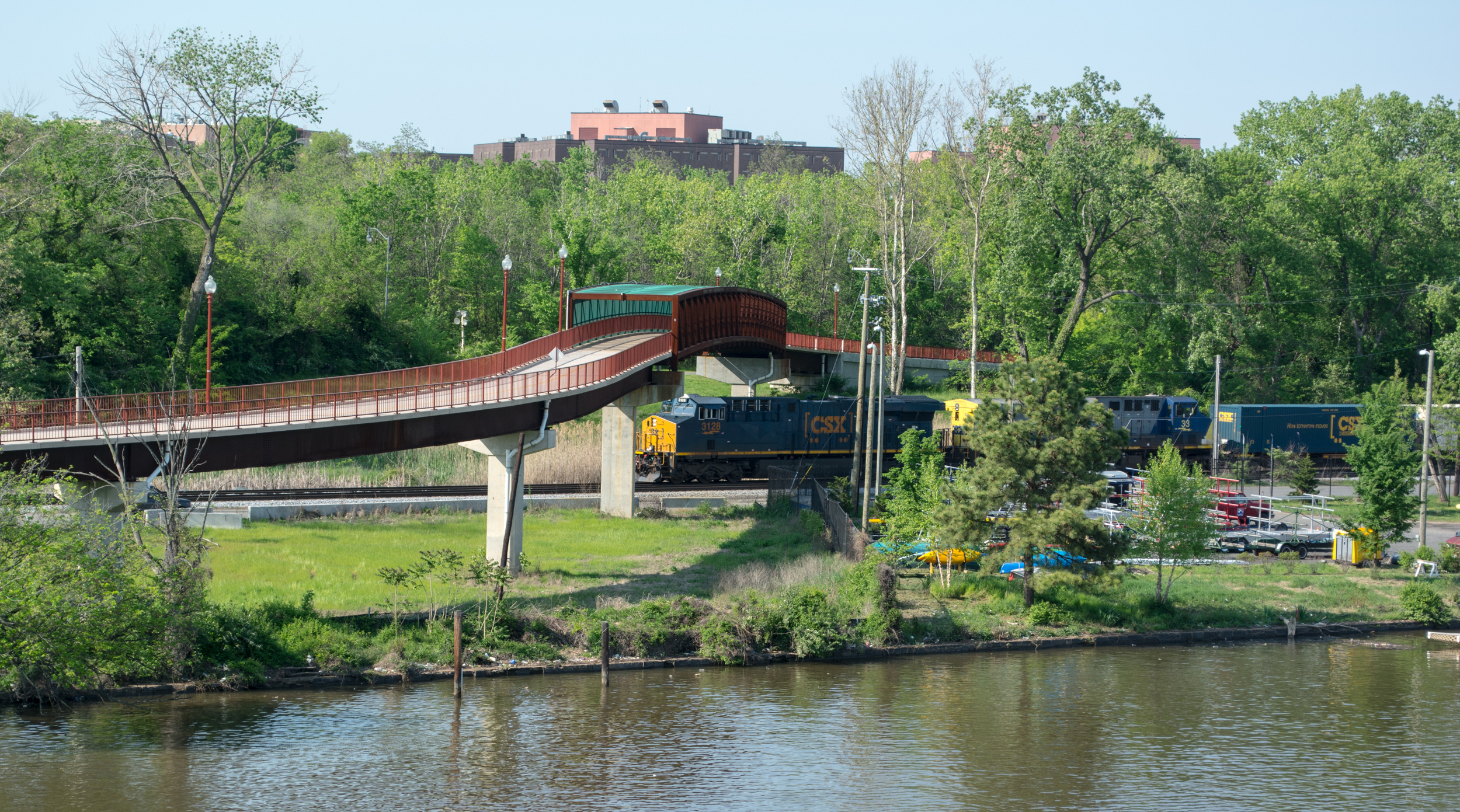
Una locomotora de CSX Transportation pasan por debajo de un puente peatonal en el Anacostia Riverwalk Trail en Anacostia Park.

El Parque Anacostia (o su nombre en inglés Anacostia Park) está operado por el Servicio Nacional de Parques de los Estados Unidos. Es una de las zonas de diversión y ocio más importantes y grandes de Washington D. C., con más de 4.9 km² (1200 acres) en diversas ubicaciones. El parque Anacostia lo forman el Parque Kenilworth, los jardines Aquatic Gardens y  el pantano Kenilworth Marsh. Hay grandes extensiones para campos de béisbol, zonas de pícnic, baloncesto, tenis, y el Pabellón Parque Anacostia con unos 300 m² (3300 pies²) para patinaje en línea y eventos especiales. El campo de golf Langston ofrece un campo de 18 hoyos así como un campo de prácticas, 3 puertos de atraque para embarcaciones de recreo, 4 clubs de barcos, y una rampa pública para el acceso de los barcos al río Anacostia.
La sede de la unidad de aviación de helicópteros de la Policía de Parques de Estados Unidos, "Eagles' Nest", se encuentra en el Parque Anacostia. También cuenta con la sede de la agrupacióm de Parques del Este de la Capital.